# Hezârfen Ahmed Çelebi
Hezarfen Ahmed Çelebi (Osmaans: هزارفنّ أحمد چلبی 'Polymath Ahmed de wijze' ) was een Ottomaanse wetenschapper uit Istanbul die in de geschriften van reiziger Evliya Çelebi staat omdat hij een aanhoudende niet-aangedreven vlucht had bereikt. Hij heeft in Turkije een grote reputatie als inspiratiebron voor toekomstige generaties vliegeniers.

## Vlucht zonder motor
De 17e-eeuwse geschriften van Evliyâ Çelebi vertellen dit verhaal van Hezârfen Ahmed Çelebi, circa 1630-1632:
Ten eerste oefende hij door acht of negen keer over de preekstoel van Okmeydanı te vliegen met adelaarsvleugels, gebruikmakend van de kracht van de wind. Toen sultan Murad Khan (Murad IV) toekeek vanuit het Sinan Pasha-herenhuis in Sarayburnu, vloog hij vanaf de top van de Galata-toren (in het huidige Karaköy) en landde op het Doğancılar-plein in Üsküdar, met de hulp van het zuid-west wind. Toen schonk Murad Khan hem een zak met gouden munten en zei: "Dit is een enge man. Hij kan alles doen wat hij wil. Het is niet juist om zulke mensen te houden", en hij stuurde hem daarom naar Algerije in ballingschap. Hij stierf daar.                                                                                                          — Evliyâ Çelebi,
Hoewel moderne historici het niet eens zijn met Evliya Çelebi's vertelling van Hezarfen die de hele Bosporus vloog, zeggen ze dat de vlucht hoogstwaarschijnlijk echt was, maar zwaar overdreven, omdat Çelebi vaak overdrijft in zijn geschriften.

Vliegroute, zoals beschreven door Evliya Çelebi

De titel "Hezârfen", gegeven door Evliyâ Çelebi aan Ahmet Çelebi, komt uit het Perzisch هزار hezār + فنّ fann wat betekent "duizend wetenschappen hebben" (polymath).

## Historisch verslag
In 1648 citeert John Wilkins, Ogier Ghiselin de Busbecq, de Heilige Roomse ambassadeur in Constantinopel in 1554-1562, die vastlegt dat "een Turk in Constantinopel" probeerde te vliegen. Echter, indien juist, verwijst dit citaat naar een gebeurtenis bijna een eeuw voorafgaand aan de exploits gerapporteerd door Evliyâ Çelebi.
Evliyâ Çelebi's verslag van de heldendaden van Hezârfen Ahmet Çelebi is drie zinnen lang (van een werk in tien delen). Het verhaal heeft grote waarde in Turkije, aangezien hij een inspiratie is voor toekomstige generaties vliegeniers.

## Moderne tijd
- Een van de 4 luchthavens in Istanbul heet de " Hezarfen Airfield ".
- Een moskee naast de luchthaven Istanbul Atatürk draagt de benaming "Hezarfen Ahmet Çelebi".
- Een speelfilm uit 1996, " Istanbul Beneath My Wings " ( İstanbul Kanatlarımın Altında ) gaat over het leven van Hezârfen Ahmet Çelebi, zijn broer en raketvlieger Lagari Hasan Çelebi, maar ook over de Ottomaanse samenleving in de 17e eeuw.